# Dialeurodes sandorici
Dialeurodes sandorici là một loài côn trùng cánh nửa trong họ Aleyrodidae, phân họ Aleyrodinae.
Dialeurodes sandorici được Corbett miêu tả khoa học đầu tiên năm 1935.